# Ajuntament d'Horta de Sant Joan
L'Ajuntament d'Horta de Sant Joan és una obra del municipi d'Horta de Sant Joan (Terra Alta) inclosa en l'Inventari del Patrimoni Arquitectònic de Catalunya.

## Descripció
Es tracta d'un conjunt d'estil renaixentista format per dos edificis contigus formant un angle i units per un cos que a la planta baixa defineix un porxo. Aquest porxo està format per arcs de mig punt sobre columnes i pilastres de tipologia diferent. La façana presenta els elements ordenats. Els dos pisos superiors són separats per cornises motllurades. El primer pis té finestres de llinda i brancals motllurats i una pintura mural al mig emmarcada per una motllura.
Al pis superior hi ha una galeria correguda de finestres més petites i d'arc de mig punt. La cornisa és conformada per lloses de pedra tot formant motllures esglaonades coronades per gàrgoles. L'interior és tot reformat.

## Història
S'hi han anat fent restauracions puntuals. Als anys 1990-1999 es va recuperar una finestra tapiada a la façana lateral i es van netejar les juntes dels carreus i els elements de pedra. Al pis superior s'hi troba instal·lat el Museu Local.